# Puntarenas (provincie)
Puntarenas is een provincie van Costa Rica. De provincie bevindt zich in het westen van het land en omvat een groot deel van de kustgebieden aan de Grote Oceaan. Puntarenas grenst in het zuiden aan Panama en voor de rest aan de provincies Guanacaste, Alajuela, San José en Limón. De hoofdstad is Puntarenas.
De provincie heeft een oppervlakte van 11.266 km² en een bevolking van 410.929 mensen (2011). Om administratieve redenen wordt ook het onbewoonde Cocoseiland, vijfhonderd kilometer uit de kust, tot Puntarenas gerekend.

## Kantons
Puntarenas is verdeeld in elf gemeenten (cantón).
- Quepos (Quepos)
- Buenos Aires (Buenos Aires)
- Corredores (Ciudad Neily)
- Coto Brus (San Vito)
- Esparza (Esparza)
- Garabito (Jacó)
- Golfito (Golfito)
- Montes de Oro (Miramar)
- Osa (Puerto Cortés)
- Parrita (Parrita)
- Puntarenas (Puntarenas)

Alajuela · Cartago · Guanacaste · Heredia · Limón · Puntarenas · San José